# Sadowoje (rejon arzgirski)
Sadowoje (ros. Садовое) – wieś w Rosji, w Kraju Stawropolskim, w rejonie arzgirskim. W 2021 liczyła 1570 mieszkańców.